# 松岡満運輸
松岡満運輸株式会社（まつおかまんうんゆ）は、北海道札幌市に本社を置く日本の運送会社。「まつおかまん運輸」と表記されたり、「松満」「満さん」と略されることもある。

## 概要
北海道を拠点にし、本州・四国・九州地方まで配送を請け負う特別積合せ事業の運送会社であり、引越し業も請け負う。特に法人向けの大口配送に関しては同業他社の西濃運輸とシェア争いをしており、2位である。1970年代、オイルショック余波、経営悪化からグループ企業を見直す再編からタクシー会社部門を移譲している。

## 配送エリア
- 北海道ブロック - 全域（離島を除く）
- 東日本ブロック - 全域（離島を除く）
- 西日本ブロック - 沖縄以外全域（離島を除く）

## 歴史
1949年（昭和24年）4月札幌自動車運輸として設立。1956年（昭和31年）12月、松岡満の系列会社となり、1962年（昭和37年）12月20日、松岡満運輸株式会社に商号変更した。
1978年（昭和53年）4月18日、親会社で繊維卸の松岡満が破産申請し、グループ4社が倒産。8月31日、札幌地裁は松岡満運輸と東幌整備工業の会社更生手続きを開始した。

## 沿革
出典:
- 1949年（昭和24年）
  - 3月24日 - 一般区域貨物自動車運送事業免許取得
  - 4月5日 - 札幌自動車運輸株式会社を設立
- 1955年（昭和30年）2月4日 - 一般路線貨物自動車運送事業免許取得
- 1956年（昭和31年）12月 - 松岡満の系列会社となる[1]
- 1962年（昭和37年）12月20日 - 松岡満運輸株式会社に商号変更
- 1967年（昭和42年）12月15日 - 東京松岡満運輸認可
- 1971年（昭和46年）
  - 1月18日 - 自動車運送取扱事業登録
  - 9月29日 - 通運事業第15条指定取得
- 1972年（昭和47年）7月29日 - 日本高速運輸株式会社より東海道路線を譲受
- 1978年（昭和53年）
  - 4月18日 - 札幌地裁に会社更生法適用申請[3][4]
  - 8月31日 - 会社更生手続き開始を決定[4]